# Neo-glam
Il neo-glam è uno stile musicale rock che si afferma nel Regno Unito all'inizio anni novanta. È considerato parte dell'alternative rock, ma nasce all'interno del movimento britpop col quale condivide l'ispirazione dal glam rock degli anni settanta.
Il neo-glam non è da identificarsi col glam metal degli anni ottanta, ma, appunto come un ramo del britpop che, al pari di esse, venne lanciato dalla band Suede. Essi posero le basi dello stile neo-glam derivandone alcune peculiarità dal glam rock (come le ballad) di artisti quali David Bowie, ma combinandole ad un genere più introspettivo e romantico di stampo alternative/indie rock (come i Morrissey).
Solo parte dei successivi gruppi neo-glam, si dedicò al recupero del glam rock degli anni settanta, fra di essi i The Auteurs, i Nancy Boy, i Placebo, i Manic Street Preachers e gli Spacehog.
La diffusione del neo-glam si limitò principalmente al Regno Unito, a meno di qualche eccezione come gli Spacehog o i Placebo.